# Torricella-Taverne
Torricella-Taverne är en ort och kommun  i distriktet Lugano i kantonen Ticino, Schweiz. Kommunen har 3 089 invånare (2023).
Orten består av de sammanvuxna ortsdelarna Torricella och Taverne.